# Колокольчик доломитовый
Колоко́льчик доломи́товый (лат. Campanula dolomitica) — многолетнее травянистое растение семейства Колокольчиковые (Campanulaceae). 
Редкий вид, эндемик Северного
Кавказа с узким ареалом, занесён в Красную книгу России.

## Ботаническое описание

### Описание
Растение высотой 30—45 см с тонким косым корневищем. Стебли у основания приподнимающиеся, выше почти прямые, диаметром 2—3 мм, в сечении круглые или неясно ребристые, мелкопушистые.
Прикорневые листья почковидные или сердцевидные, на длинных черешках, в несколько раз превышающих по длине листовую пластинку. Листовая пластинка длиной 2,2—5,5 см, шириной 3,5—4 см, край её неравномерно городчато-зубчатый. Стеблевые листья заострённо-сердцевидные, внизу также с длинными черешками, к верху стебля черешки постепенно укорачиваются.
Цветки крупные (до 5 см длиной), белые, расположены в углах листьев на длинных (до 4—20 см) цветоносах. Чашечка мелкоопушённая, с заострёнными яйцевидно-ланцетными зубцами. Чашелистики при отцветании звездчато простертые. Придатки яйцевидно-стреловидной формы, отогнуты вниз и скрывают под собой трубку чашечки. Венчик длиннее чашечки в 4—6 раз, он воронковидный или колокольчатый, на 1/3 разделённый на яйцевидные, немного приострённые лопасти. Внутри и снаружи венчик голый, только по краям опушён длинными ресничками.

### Распространение
Колокольчик доломитовый произрастает только на территории Российской Федерации в пределах Северного Кавказа: Кабардино-Балкария, Северная Осетия, Ингушетия, Чеченская Республика, Дагестан; может встретиться в горных районах Краснодарского края, Адыгеи и Карачаево-Черкесской республики.
Растёт небольшими группами в основном на осыпях, каменистых склонах и щебнистых участках от среднегорного лесного до субальпийского пояса на высоте 800—2800 метров над уровнем моря. Предпочитает доломиты (за что получил видовое название) и известняки, реже его можно встретить на глинистых сланцах.
Численность его сокращается в основном из-за антропогенного воздействия: разрушение местообитаний при строительстве дорог, выпасе скота, а также сбора населением в качестве декоративного растения.